# Campaña húngara de 1527-1528
La campaña húngara de 1527-1528 fue lanzada por Fernando I, archiduque de Austria y rey de Hungría y Bohemia contra los turcos otomanos. Después de la batalla de Mohács, los otomanos se vieron obligados a retirarse por eventos en otros lugares que requerían la atención del sultán. Aprovechando su ausencia, Fernando I intentó imponer su reclamación como rey de Hungría. En 1527 declaró la guerra al vasallo otomano Juan Zapolya y capturó Buda, Györ, Komárno, Esztergom y Székesfehérvár en 1528. Mientras tanto, el sultán otomano, Solimán el Magnífico, no hizo ninguna acción en este momento a pesar de las súplicas de su vasallo.

## Consecuencias
Para los austriacos, la victoria aquí sería una muy decepcionante. El 10 de mayo de 1529, Solimán el Magnífico lanzó su propio contraataque negando todas las ganancias de Fernando. Mayor decepción fue el hecho de que muchos de los fuertes recientemente capturados se rindieron sin resistencia, lo que aceleró enormemente el avance. Como resultado, Suleiman fue capaz de alcanzar y sitiar Viena .
- Datos: Q1049956